# Distretto di Pingcheng
Il distretto di Pingcheng (平城区S, Píngchéng QūP), già distretto di Cheng, è un distretto della Cina, situato nella provincia dello Shanxi e amministrato dalla prefettura di Datong.